# Tour del Porvenir 1965
La 5.ª edición del Tour del Porvenir (nombre oficial en francés: Tour de l'Avenir) fue una carrera de ciclismo en ruta por etapas francesa que se celebró entre el 20 de junio y el 3 de julio de 1965 con inicio en Colonia (Alemania Occidental) y final en Montjuic en Barcelona (España) sobre una distancia total de 2175 kilómetros.
La carrera fue ganada por Mariano Díaz del equipo nacional de la España. El podio lo completaron el ciclista José Manuel López también del equipo nacional de España y Albert Herger del equipo nacional de Suiza.

## Equipos participantes
Tomaron parte en la carrera 14 equipos nacionales amateurs, incluido un equipo mixto, de 8 corredores cada uno:
| Equipos nacionales amateur (13) - Alemania Occidental - Austria - Bélgica - Bulgaria - España - Francia - Reino Unido - Italia - Países Bajos - Polonia - Rumania - Suiza - Yugoslavia Equipo mixto amateur - Suecia-Dinamarca |  |
| |  |

## Etapas
| Etapa      | Fecha     | Recorrido                        | Distancia (km) | Ganador          | Líder            |
| ---------- | --------- | -------------------------------- | -------------- | ---------------- | ---------------- |
| 1.ª etapa  | 20 de jun | Colonia – Colonia                | 162,5          | Wilfried Peffgen | Wilfried Peffgen |
| 2.ª etapa  | 21 de jun | Colonia – Eupen                  | 127,5          | Mariano Díaz     | Wilfried Peffgen |
| 3.ª etapa  | 22 de jun | Eupen – Lieja                    | 130            | Battista Monti   | Wilfried Peffgen |
| 4.ª etapa  | 23 de jun | Jambes – Roubaix                 | 147,5          | Pete Chisman     | Wilfried Peffgen |
| 5.ª etapa  | 24 de jun | Béthune – Ruan                   | 186            | Mario Anni       | Wilfried Peffgen |
| 6.ª etapa  | 25 de jun | Caen – Saint-Brieuc              | 227            | Andrzej Bławdzin | Julien De Locht  |
| 7.ª etapa  | 27 de jun | Concarneau – La Baule-Escoublac  | 188            | Bernard Guyot    | Julien De Locht  |
| 8.ª etapa  | 28 de jun | La Baule-Escoublac – La Rochelle | 219            | Domingo Perurena | Julien De Locht  |
| 9.ª etapa  | 29 de jun | Châtelaillon-Plage – Burdeos     | 189            | Ole Højlund      | Julien De Locht  |
| 10.ª etapa | 30 de jun | Dax – Bagnères-de-Bigorre        | 226,5          | Mariano Díaz     | Mariano Díaz     |
| 11.ª etapa | 1 de jul  | Saint-Gaudens – Ax-les-Thermes   | 162,5          | André Desvages   | Mariano Díaz     |
| 12.ª etapa | 2 de jul  | Font-Romeu – Barcelona           | 200,5          | Ole Højlund      | Mariano Díaz     |
| 13.ª etapa | 3 de jul  | Montjuic – Montjuic              | 19,6           | Bernard Guyot    | Mariano Díaz     |

## Clasificaciones finales
Las clasificaciones finalizaron de la siguiente forma:

### Clasificación general
| Clasificación general |                   |              |                 |
| Ciclista              | Ciclista          | Equipo       | Tiempo          |
| --------------------- | ----------------- | ------------ | --------------- |
| 1.º                   | Mariano Díaz      | España       | 58 h 08 min 59s |
| 2.º                   | José Manuel López | España       | + 2 min 34s     |
| 3.º                   | Albert Herger     | Suiza        | + 3 min 56s     |
| 4.º                   | Rudi Zollinger    | Suiza        | + 5 min 04s     |
| 5.º                   | Julien Delocht    | Bélgica      | + 5 min 30s     |
| 6.º                   | Harry Steevens    | Países Bajos | + 6 min 10s     |
| 7.º                   | Jordi Mariné      | España       | + 6 min 10s     |
| 8.º                   | Gastone Corradini | Italia       | + 6 min 55s     |
| 9.º                   | Domingo Perurena  | España       | + 9 min 21s     |
| 10.º                  | Bernard Guyot     | Francia      | + 11 min 11s    |

### Clasificación por puntos
| Clasificación por puntos |                |                  |        |
| Ciclista                 | Ciclista       | Equipo           | Puntos |
| ------------------------ | -------------- | ---------------- | ------ |
| 1.º                      | Harry Steevens | Países Bajos     |        |
| 2.º                      | Ole Højlund    | Suecia-Dinamarca |        |
| 3.º                      | Bernard Guyot  | Francia          |        |

### Clasificación de la montaña
| Clasificación de la montaña |                |        |        |
| Ciclista                    | Ciclista       | Equipo | Puntos |
| --------------------------- | -------------- | ------ | ------ |
| 1.º                         | Mariano Díaz   | España |        |
| 2.º                         | Rudi Zollinger | Suiza  |        |
| 3.º                         | Albert Herger  | Suiza  |        |

### Clasificación por equipos
| Clasificación por equipos |         |        |
| Equipo                    | Equipo  | Tiempo |
| ------------------------- | ------- | ------ |
| 1.º                       | España  |        |
| 2.º                       | Francia |        |
| 3.º                       | Italia  |        |